# Olivier Le Gac
Olivier Le Gac (* 27. August 1993 in Brest) ist ein französischer Radsportler.

## Karriere
Im Jahr 2010 wurde Olivier Le Gac französischer Meister in der Mannschaftsverfolgung auf der Bahn. Im selben Jahr wurde er Junioren-Weltmeister im Straßenrennen.
Ab August 2013 fuhr Le Gac als Stagiaire für das Team FDJ. 2014 wurde er in das UCI WorldTeam übernommen, dem er bis heute (2023) treu blieb. Seit  2015 startete er jede Saison bei einer Grand Tour, wo er vorrangig Helferaufgaben wahrnahm. Den bisher einzigen Sieg seiner Karriere erzielte er in der Saison 2018 bei den Vier Tagen von Dünkirchen, als er die letzte Etappe im Sprint einer kleinen Gruppe gewann.

## Erfolge
2010
- Französischer Meister Mannschaftsverfolgung (Bahn)
- Junioren-Weltmeister – Straßenrennen

2012
- Circuit du Morbihan
- eine Etappe Tour Nivernais Morvan

2013
- Tour du Pays du Roumois

2018
- eine Etappe 4 Jours de Dunkerque

## Grand-Tour-Platzierungen
| Grand Tour            | 2015 | 2016 | 2017 | 2018 | 2019 | 2020 | 2021 | 2022 | 2023 | 2024 |
| --------------------- | ---- | ---- | ---- | ---- | ---- | ---- | ---- | ---- | ---- | ---- |
| Giro d’ItaliaGiro     | –    | 133  | –    | –    | 112  | –    | –    | –    | –    | 133  |
| Tour de FranceTour    | –    | –    | 158  | 127  | –    | –    | –    | 87   | 131  | –    |
| Vuelta a EspañaVuelta | 120  | –    | –    | –    | –    | 68   | 76   | –    | –    | –    |